# Liste öffentlicher Bücherschränke in Mannheim
In der Liste öffentlicher Bücherschränke in Mannheim sind öffentliche Bücherschränke für Orte, die zum Stadtkreis Mannheim in Baden-Württemberg gehören, aufgeführt. Sie ist primär nach Orten sortiert, unabhängig davon, ob es sich um Ortsteile, Gemeinden oder Städte handelt. Der Artikel ist Teil der übergeordneten Liste öffentlicher Bücherschränke in Baden-Württemberg. Ein öffentlicher Bücherschrank ist ein Schrank oder schrankähnlicher Aufbewahrungsort mit Büchern, der dazu dient, Bücher kostenlos, anonym und ohne jegliche Formalitäten zum Tausch oder zur Mitnahme anzubieten. Die Liste erhebt keinen Anspruch auf Vollständigkeit.

## Öffentliche Bücherschränke in Mannheim
Derzeit sind im Stadtkreis Mannheim 13 aktive öffentliche Bücherschränke erfasst (Stand: 20. Jan. 2022):
| Bild | Ausführung                                | Ort                          | Seit          | Anmerkung | Geokoordinaten                                        |
| ---- | ----------------------------------------- | ---------------------------- | ------------- | --- | ----------------------------------------------------- |
|      | Bücherschrank/Bücherbox                   | Feudenheim                   |               | Schrank auf dem Marktplatz | ⊙ Pfalzstraße 1                                       |
|      | Ehemaliges Häuschen des Parkplatzwächters | Franklin                     | 10. Juni 2021 | Book Box | ⊙ Sports Arena, Abraham-Lincoln-Allee 3               |
|      | Holz                                      | Friedrichsfeld (Mannheim)    |               | Little Free Library | ⊙ Langlachweg/Lembacher Str.                          |
|      | Stahlregal BOKX 05                        | Innenstadt („Quadratestadt“) | 27. Apr. 2016 | Öffentlicher Bücherschrank an der Mannheimer Abendakademie, gefördert durch MVV Energie AG, Vorplatz U1                         | ⊙ U1, 13-19                                           |
|      | Bücherschrank                             | Lindenhof (Mannheim)         | Juli 2021     | Eine Initiative der Bürger-Interessen-Gemeinschaft (BIG) Lindenhof                                                              | ⊙ Meeräckerplatz, 68163 Mannheim                      |
|      | Bücherschrank                             | Neckarau                     |               | Matthäuskirche Neckarau | ⊙ Rheingoldstraße 30                                  |
|      | Bücherschrank                             | Neckarau                     | 2021          | Projekt ZWISCHENRAUM | ⊙ Neckarauer Waldweg 24                               |
|      | Aluminium-Verbund (Alucore)               | Neckarstadt-West             | 27. Apr. 2013 | Initiiert und gespendet von Cornelia Holsten an den Bürgerverein Neckarstadt-West, Entwurf Haifeng Zhang                        | ⊙ Neumarkt, Alphornstraße 11                          |
|      | Bücherschrank                             | Neuostheim                   |               | An der Haltestelle Lucas-Cranach-Straße, stadteinwärts                                                                          | ⊙ Ecke Dürerstraße/Lucas-Cranach-Straße               |
|      | Bücherschrank                             | Oststadt                     |               | Am Gartenmarkt-Pavillon im Luisenpark Mannheim                                                                                  | ⊙ Gartenschauweg 26                                   |
|      | Bücherschrank                             | Sandhofen                    |               | Mannheim-Sandhofen, Ikea Hinweis: wird zurzeit aufgrund von Corona-Beschränkungen von IKEA nicht betrieben (Stand: August 2021) | ⊙ Frankenthaler Straße 123                            |
|      | Bücherschrank                             | Schwetzingerstadt            |               | [ 1 ] | ⊙ Traitteurstraße, vor dem Eingang der Friedenskirche |
|      | Bücherschrank                             | Wallstadt                    |               | Sogenannte MiNiBiB Wallstadt | ⊙ Mosbacher Straße 13                                 |
|      | Bücherwürfel                              | Neckarstadt-Ost              |               | | ⊙Lenaustraße, Ecke Verschaffelstraße                  |

## Statistik
Für einen Vergleich zu den anderen Stadt- und Landkreisen Baden-Württembergs sowie zum Landesdurchschnitt siehe die Statistik öffentlicher Bücherschränke in Baden-Württemberg.